# Sara Nazarbaïeva
 (octobre 2009).
Si vous disposez d'ouvrages ou d'articles de référence ou si vous connaissez des sites web de qualité traitant du thème abordé ici, merci de compléter l'article en donnant les références utiles à sa vérifiabilité et en les liant à la section « Notes et références ».
Sara Alpysqyzy Nazarbaïeva (kazakh : Сара Алпысқызы Назарбаева), née le 9 janvier 1941, à Kzyl-Zhar (oblys de Karaganda), Kazakhstan), est l'ancienne Première dame du Kazakhstan et la femme du président Noursoultan Nazarbaïev,, qu'elle a épousé en 1962 à l'issue de ses études supérieures. 
Ils ont eu trois filles, Dariga, Dinara et Aliya, et trois petits-enfants. 
Ingénieur en économie, Sara Nazarbayeva est la fondatrice d'un fonds charitable international pour l'enfance. Pour son travail avec les enfants, elle est lauréate du prix de la Fondation Ihsan Dogramaci pour la santé de la famille de l'Organisation mondiale de la santé et du prix d'Unité internationale.